# قو شنغ
قو شنغ (بالصينية: 郭胜) هو لاعب كرة قدم صيني في مركز الوسط، ولد في 7 يناير 1993 في شانغهاي في الصين. شارك مع منتخب الصين تحت 20 سنة لكرة القدم ومنتخب الصين تحت 23 سنة لكرة القدم. أما مع النوادي، فقد لعب مع نادي غويزهو رينهي.

## وصلات خارجية
- قو شنغ على موقع قاعدة بيانات كرة القدم.إي يو (الإنجليزية)
- قو شنغ على موقع Soccerway.com (الإنجليزية)
- قو شنغ على موقع اللجنة الأولمبية الصينية (الإنجليزية)